# Gig Young
Gig Young, eg. Byron Elsworth Barr, född 4 november 1913 i St. Cloud i Minnesota, död 19 oktober 1978 i New York, var en amerikansk skådespelare.

## Biografi
Young växte upp i Washington D.C. och medverkade i flera skolpjäser. Han erhöll ett stipendium till Pasadena Playhouse och fick så småningom småroller i filmer under sitt egentliga namn Byron Barr. Han fick sitt genombrott 1942 i filmen The Gay Sisters, där hans rollfigur hette "Gig Young" och han antog sedan detta namn.
Han var en duktig och mångsidig skådespelare som kombinerade vänlighet och uppriktighet med elegans, alltid med en lätt road min.
Young belönades med en Oscar 1970 för sin roll som konferencier i filmen När man skjuter hästar så....
Young dog under tragiska och mystiska omständigheter. Polisen fann Youngs kropp i hans lägenhet på Manhattan i New York, bredvid kroppen av hans hustru sedan tre veckor tillbaka, den 34 år yngre tyska skådespelerskan Kim Schmidt. Young höll en pistol i handen - uppenbarligen hade han först skjutit sin fru och sedan begått självmord.

## Filmografi (urval)
- 1941 – De dog med stövlarna på
- 1942 – The Gay Sisters
- 1943 - Väninnor
- 1948 - De tre musketörerna
- 1951 - Sista varningen
- 1959 - Sensation på första sidan
- 1962 - Älskling, jag ger mej!
- 1964 - Svindlande affärer (TV-serie)
- 1970 - När man skjuter hästar så...
- 1975 - Hindenburg
- 1975 - Killer Elite
- 1976 – Sherlock Holmes i New York